# 宮崎勉
宮崎 勉（みやざき つとむ、1947年11月11日 - ）は、日本の登山家、山岳ガイド。

## 概要
1947年11月11日、群馬県に生まれる。群馬ミヤマ山岳会に所属、数多くの海外遠征に登山戦略の専門家として参加し、自らも8,000m峰6座、7,000m峰2座に登頂した。1985年には植村直己物語撮影隊で副隊長を務めた。1989年山田昇隊がマッキンリーで遭難した際は、第一報を受けた3月6日の翌日に佐藤光由とともに第一陣として現地入りし、捜索隊隊長として現地を指揮した。
群馬県片品村でペンションを経営する傍ら、ヒマラヤの山岳ガイドや群馬の自然ガイド山岳ガイドを行う。
スポニチ登山学校講師、日本山岳ガイド協会会員、群馬ミヤマ山岳会代表、尾瀬ガイド協会理事、片品山岳ガイド協会副会長。

## 経歴
- 1947年11月11日 - 群馬県に生まれる。
- 1975年10月21日 - ダウラギリIV峰[南東稜](未踏峰/7,664m/ネパール)初登頂。(カモシカ同人隊:八木原圀明)
- 1978年10月21日 - ダウラギリI峰[南東稜](未踏ルート/8,167m/ネパール)初登頂。小暮勝義ら4隊員が遭難死。(群馬県山岳連盟隊:宮崎勉,宇部明,谷弘行,山田昇,鈴木茂)
- 1983年10月9日 - ローツェ[西壁](8,516m/ネパール)登頂。(カモシカ同人隊:尾崎隆,村上和也,山田昇,香川毅,宮崎勉,高橋和之,鈴木茂)
- 1985年 - 植村直己物語撮影隊副隊長。
- 1986年10月16日 - カルジャン(未踏峰/7,221m/チベット)初登頂。(日本ヒマラヤ協会隊:新郷信広,友田健治,岩崎洋,宮崎勉,保坂昭憲)[1]
- 1989年3月 - マッキンリー山田昇三枝照雄小松幸三捜索隊隊長。(山田隊捜索隊:宮崎勉,名塚秀二,尾形好雄,佐藤光由,小西浩文,新郷信廣,山本篤他)[2]
- 1993年10月8日 - チョ・オユー(8,501m/チベット)登頂。(群馬県山岳連盟隊:八木原圀明,宮崎勉,名塚秀二,田辺治,江塚進介,佐藤光由,星野龍史,後藤文明,尾形好雄)[3]
- 1997年7月9日 - ガッシャーブルムI峰(8,068m/パキスタン)登頂。(群馬県カラコルム登山隊1997:名塚秀二,江塚進介,星野龍史,品川幸彦,宮崎勉)[4][5]
- 1997年7月14日 - ガッシャーブルムII峰(8,035m/パキスタン)登頂。(群馬県カラコルム登山隊1997:後藤文明,尾形好雄,綿貫剛,田島崇行,名塚秀二,宮崎勉,馬場保男,岩崎栄,江塚進介,星野龍史,品川幸彦)[6]
- 2002年5月17日 - エベレスト(8,488m/ネパール)登頂。このとき同時に登頂した石川富康は世界最高齢記録更新(65歳176日)。(桐生山岳会隊:宮崎勉,石川富康)

## TV出演
- 2013年7月8日　NHK BSプレミアム 「にっぽん百名山」赤城山

## 関連書籍
- 今井通子「私のヒマラヤ」(1982/12,朝日新聞社 ISBN 978-4022608833
- 長尾三郎「精鋭たちの挽歌」(1988/11/1,山と渓谷社) ISBN 978-4620603582
- 読売新聞社編集「史上最強の登山家山田昇」(1989/9,読売新聞社) ISBN 978-4643890600
- 八木原圀明「8000メートルの勇者たち」(1990/4,山と渓谷社) ISBN 978-4635170437
- マッキンリー遭難対策本部「マッキンリー山田隊極北の烈風に死す」(1990/6,東京新聞出版局) ISBN 978-4808303662
- 佐瀬稔「ヒマラヤを駆け抜けた男」(1997/6,中央公論社) ISBN 978-4122028777
- 高橋和之「ダンプ、山を行く」(1998/1,山と渓谷社) ISBN 978-4635171168 (2003/5/23,中央公論新社) ISBN 978-4122042100